# Zawiązek Sztabu Głównego
Zawiązek Sztabu Głównego (krypt. „Montownia”) – jedna ze struktur, które pozostały w Wielkiej Brytanii po likwidacji Polskich Sił Zbrojnych na Zachodzie. Struktura miała na celu przygotowanie warunków do odtworzenia Polskich Sił Zbrojnych w wypadku wybuchu III wojny światowej. Z Zawiązkiem byli związani m.in. gen. Tadeusz Bór-Komorowski, gen. Antoni Chruściel, gen. Stanisław Kopański.

## Historia
Do dziś nie udało się ustalić dokładnej daty jego powstania. Z materiałów źródłowych wynika, że funkcjonował już w 1947. Był to ściśle zakonspirowany organ, składający się z ok. 20 oficerów, podległy bezpośrednio gen. Andersowi i stanowiący swoistego rodzaju jego „osobisty sztab”. Zawiązek, działały wg reguł konspiracji, a jego istnienie okryte było ścisłą tajemnicą. Najważniejszą rolę w organizacji Zawiązku Sztabu Głównego pełnił Oddział Planowania (od 15 listopada 1952 jako Komitet Planowania) kierowany przez płk. dypl. Henryka Piątkowskiego. Składał się on z czterech stałych członków, podpułkowników dyplomowanych: Leona Bittnera, Zygmunta Jarskiego, Stanisława Jachnika i Ludwika Stankiewicza, którzy czuwali nad całością lub częścią zleconych prac. Zadaniem Zawiązku było opracowywanie wariantów ewentualnego reaktywowania armii polskiej na Zachodzie oraz obserwowanie sytuacji geopolitycznej, w której taka możliwość mogłaby zaistnieć, a także przygotowanie planów ponownej mobilizacji w razie wybuchu III wojny światowej poprzez: rozpracowanie struktur i organizacji wojska w PRL, opracowanie metod działania w celu skłonienia żołnierzy oraz całych formacji WP do przejścia na stronę Zachodu.
Po blokadzie Berlina, czyli pierwszym wielkim kryzysie zimnej wojny w latach 1948–1949, zwłaszcza po wybuchu wojny koreańskiej polscy wojskowi zgodnie stwierdzili, że właśnie nastąpił ten długo wyczekiwany moment. Szczegółowe zagadnienia wymagające specjalistycznych opracowań powierzano Zespołom Wykonawczym, o składzie których decydował Szef Zawiązku Sztabu Głównego. Wśród zespołów najbogatszą dokumentację w postaci mono i politematycznych opracowań wytworzył Oddział Planowania.